# Whitcomb L. Judson

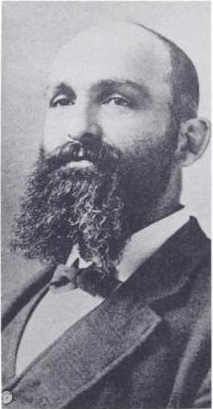
Whitcomb L. Judson

Whitcomb L. Judson (7 de março de 1843 - 7 de dezembro de 1909) foi um vendedor de máquinas, engenheiro mecânico e inventor norte-americano.

## Carreira
Ele recebeu trinta patentes ao longo de uma carreira de dezesseis anos, quatorze das quais foram sobre inovações ferroviárias pneumáticas. Seis de suas patentes tinham a ver com um mecanismo motor suspenso sob o vagão que funcionava com ar comprimido. Ele fundou a Judson Pneumatic Street Railway. Judson é mais conhecido por sua invenção do zíper comum. Foi originalmente chamado de fecho-armário. A primeira aplicação foi como fecho de sapatos e botas de cano alto. A patente dizia que ela poderia ser usada onde quer que fosse desejável para conectar um par de partes flexíveis adjacentes que poderiam ser destacadas facilmente. As possíveis aplicações observadas foram para espartilhos, luvas e malas postais.